# 장순황귀비
장순황귀비 오아씨(莊順皇貴妃 烏雅氏, 1822년 ~ 1866년)는 중국 청나라 제8대 황제인 도광제(道光帝)의 후궁이다. 도광제보다 40살 아래이다.

## 생애
중국 청나라 제11대 황제인 광서제(光緖帝)의 친할머니이기도 한 그녀는 13세 시절이던 1835년 도광제의 후궁으로 간택되었다.

## 직계 친척 관계
- 사위: 보뤄터 더후이
- 친손자: 광서제
- 친손자: 순친왕

## 같이 보기
- 입팔분공